# Funzione gudermanniana
La funzione gudermanniana collega le funzioni trigonometriche alle funzioni iperboliche senza ricorrere ai numeri complessi.
Viene definita come
{\displaystyle {\rm {gd}}(x)=2\arctan e^{x}-{\pi  \over 2}.}
Dalla definizione discendono le seguenti identità:
{\displaystyle \sinh(x)\,=\,\tan({\mbox{gd}}(x))}
{\displaystyle \cosh(x)\,=\,\sec({\mbox{gd}}(x))}
{\displaystyle {\mbox{csch}}(x)\,=\,\cot({\mbox{gd}}(x))}
{\displaystyle \tanh(x)\,=\,\sin({\mbox{gd}}(x))}
{\displaystyle {\mbox{sech}}(x)\,=\,\cos({\mbox{gd}}(x))}
{\displaystyle \coth(x)\,=\,\csc({\mbox{gd}}(x))}
La sua funzione inversa è
{\displaystyle {\rm {gd}}^{-1}(x)\,=\,\ln(\tan x+\sec x),}
Questa è il nucleo della proiezione di Mercatore.
Si dimostrano inoltre le seguenti identità:
{\displaystyle {d \over dx}\,{\mbox{gd}}(x)={\mbox{sech}}(x)}
{\displaystyle {d \over dx}\,{\mbox{gd}}^{-1}(x)=\sec(x)}